# Cancéropôle Nord-Ouest
Sept cancéropôles labellisés par l’Institut National du Cancer (Inca) ont été créés dans les années 2000, en France métropolitaine. Chacun est un réseau qui associe, dans un cadre géographique inter-régional, les unités de recherche des organismes publics (INSERM, CNRS, Universités, ...), les services hospitaliers, ainsi que des acteurs de l'industrie pharmaceutique et/ou des biotechnologies.
Le rôle initial principal de ces cancéropôles inter-régionaux est l'organisation des soins sur leur zone respective, sous l’égide de l'Inca. Le Cancéropôle Nord-Ouest concerne l'ensemble des acteurs de la recherche et des traitements contre les cancers au sein d'une inter-région regroupant les nouvelles régions Normandie et Hauts-de-France.
Géographiquement, elle a par ailleurs un périmètre identique à celui de la Circonscription Nord-Ouest pour les élections au Parlement européen de 2004 à 2014 (députés élus de 2004 à 2019).

## Présentation
Le Cancéropôle Nord-Ouest (CNO) a été créé avec comme régions membres la Basse-Normandie, la Haute-Normandie, le Nord-Pas-de-Calais et la Picardie. Depuis, les régions Basse-Normandie et Haute-Normandie ont fusionné en une seule région Normandie, et les régions Nord-Pas-de-Calais et Picardie en une région Hauts-de-France, en janvier 2016. Ce nouveau découpage régional n'a donc pas affecté le périmètre du Cancéropôle Nord-Ouest.
Cette inter-région comprend près de 10 millions d'habitants où la mortalité et la morbidité par le cancer sont particulièrement élevées. Plus de 450 chercheurs et cliniciens sont impliqués dans un continuum soins-recherche aux fins de mieux comprendre les mécanismes de la maladie et mettre au point de nouveaux traitements au bénéfice du patient.

## Évaluation
Le Cancéropôle Nord-Ouest a été de nouveau évalué, dans le cadre du plan Cancer 2009-2013, comme les six autres cancéropôles, par l'Agence d'évaluation de la recherche et de l'enseignement supérieur (AERES). Ceci a abouti à sa labellisation.